# Koncernfackligt samarbete
Koncernfackligt samarbete avser organiserat samarbete mellan fackliga organisationer inom en koncern. 
I Sverige kom koncernfackligt samarbete först till stånd inom landet mellan arbetarnas fackföreningar eller fackklubbar på olika orter inom en och samma koncern. Senare vidgades samarbetet till tjänstemännen och till fackliga organisationer i andra länder, så kallat internationellt koncernfackligt samarbete. 
Ett effektivt fungerande koncernfackligt samarbete förutsätter medverkan från arbetsgivarsidan, framför allt att möjlighet ges att träffa koncernledningen för informationsutbyte och eventuella förhandlingar. Även ekonomiskt stöd för resor mm kan vara betydelsefullt. 
Koncernfackligt samarbete kan regleras genom informella överenskommelser, kollektivavtal eller lag. I Sverige har arbetsgivarsidan motsatt sig kollektivavtal på såväl förbundsnivå som på central nivå. När de fackliga organisationerna önskade avtal om nordiskt koncernfackligt samarbete avvisades det av SAF.    

## Europeiska företagsråd (EWC)
Genom ett EU-direktiv 1994 inrättades Europeiska företagsråd (European Works Councils, EWC) för att förbättra rätten till information och samråd för de anställda i internationella företag. Inte heller genomförandet av detta direktiv i Sverige skedde genom kollektivavtal, utan istället genom 1996 års lag om europeiska företagsråd. 6 juni 2011 ersattes denna med 2011:427

EWC-direktivet ger de anställda rätt till inflytande i företag som är verksamma i minst två medlemsstater och som har mer än 1 000 anställda och minst 150 i två av länderna. I nästan två tredjedelar av företagen som uppfyller dessa villkor saknas fortfarande företagsråd (EWC). År 2007 hade 830 transnationella företag inom EU 842 EWC-avtal. Andelen med avtal är högst bland koncerner med huvudkontor i Belgien (51 procent) och Sverige (50 procent). Av de i Tyskland baserade internationella koncernerna uppfyllde endast 23 procent EU-direktivet om europeiska företagsråd.